# Alfred von Auerswald
Alfred von Auerswald (né le 16 octobre 1797 à Königsberg et mort le 3 juillet 1870 à Berlin) est un directeur général et ministre de l'Intérieur prussien.

## Biographie

### Origine
Il est issu de l'ancienne noblesse du margraviat de Misnie. La maison ancestrale du même nom, Auerswalde, est maintenant un quartier de Lichtenau, mentionnée pour la première fois dans un document en 1263. Il est le fils de Hans Jakob von Auerswald (1757-1833), à partir de 1797 président de chambre de Prusse-Occidentale et depuis 1802 haut président de la province de Prusse-Orientale. Sa mère est la comtesse Albertine zu Dohna-Lauck (1760-1831). Ses frères aînés sont le général de division royal prussien Hans Adolf Erdmann von Auerswald (1792-1848) et le ministre-président prussien Rudolf von Auerswald (1795-1866).

### Carrière
Auerswald étudie au lycée de Königsberg puis, à l'âge de 18 ans, participe aux guerres napoléoniennes en 1815. Au cours de ses études ultérieures à l'Université de Königsberg, il est  le cofondateur de la fraternité Alten Königsberger.
Dans les années 1830 à 1844, il est administrateur de l'arrondissement de Rosenberg-en-Prusse-Occidentale, et de 1845 à 1853, directeur général du paysage de la province de Prusse. En 1846 il est un membre du Synode général prussien et du mars au juin de 1848 le ministre prussien de l'Intérieur. Il est alors réélu directeur général du paysage, mais non confirmé par le roi.
À partir de 1837, Auerswald est député du parlement provincial de Prusse, en 1847 député du Parlement uni et en 1848 député de l'Assemblée nationale prussienne. De 1849 à 1852, il est député de la seconde chambre (faction Auerswald-Schwerin) et en 1849 son premier vice-président. En 1850, il est député de l'assemblée du peuple du Parlement de l'Union d'Erfurt
et de 1854 à 1855, il est de nouveau membre de la seconde chambre en tant que représentant du Zentrum. Dans les années 1859 à 1861, il est membre de la Chambre des représentants de Prusse (faction de gauche) et de 1862 à 1863 (faction Georg von Vincke) et de 1867 à 1870 (faction constitutionnelle).
Alfred von Auerswald est mort en 1870 à l'âge de 72 ans à Berlin et il est enterré dans l'ancien cimetière Saint-Matthieu à Schöneberg. La tombe n'a pas survécu.

### Famille
Il se marie avec Franziska Natalie Frey de Königsberg, une fille de Johann Gottfried Frey (de) (1762-1831). Le couple a deux filles dont Lydia (née le 18 octobre 1827 et morte le 15 août 1898). Elle épouse Heinrich Eduard Fabian Hermann zu Dohna-Schlobitten (né le 21 juin 1821 et mort le 16 février 1859) un fils d'Alexander Fabian zu Dohna-Schlobitten.